# Per B. Sundberg
Per Bertil Sundberg, vanligen Per B. Sundberg, född 2 april 1964 i Huddinge församling i Stockholms län, är en svensk keramik- och glaskonstnär.
Sundberg var fram till 2005 verksam vid Orrefors glasbruk och sedan som professor på Konstfack i Stockholm till 2011 och som fristående konstnär. Han behärskar även hantverket som glasblåsare. 

## Biografi

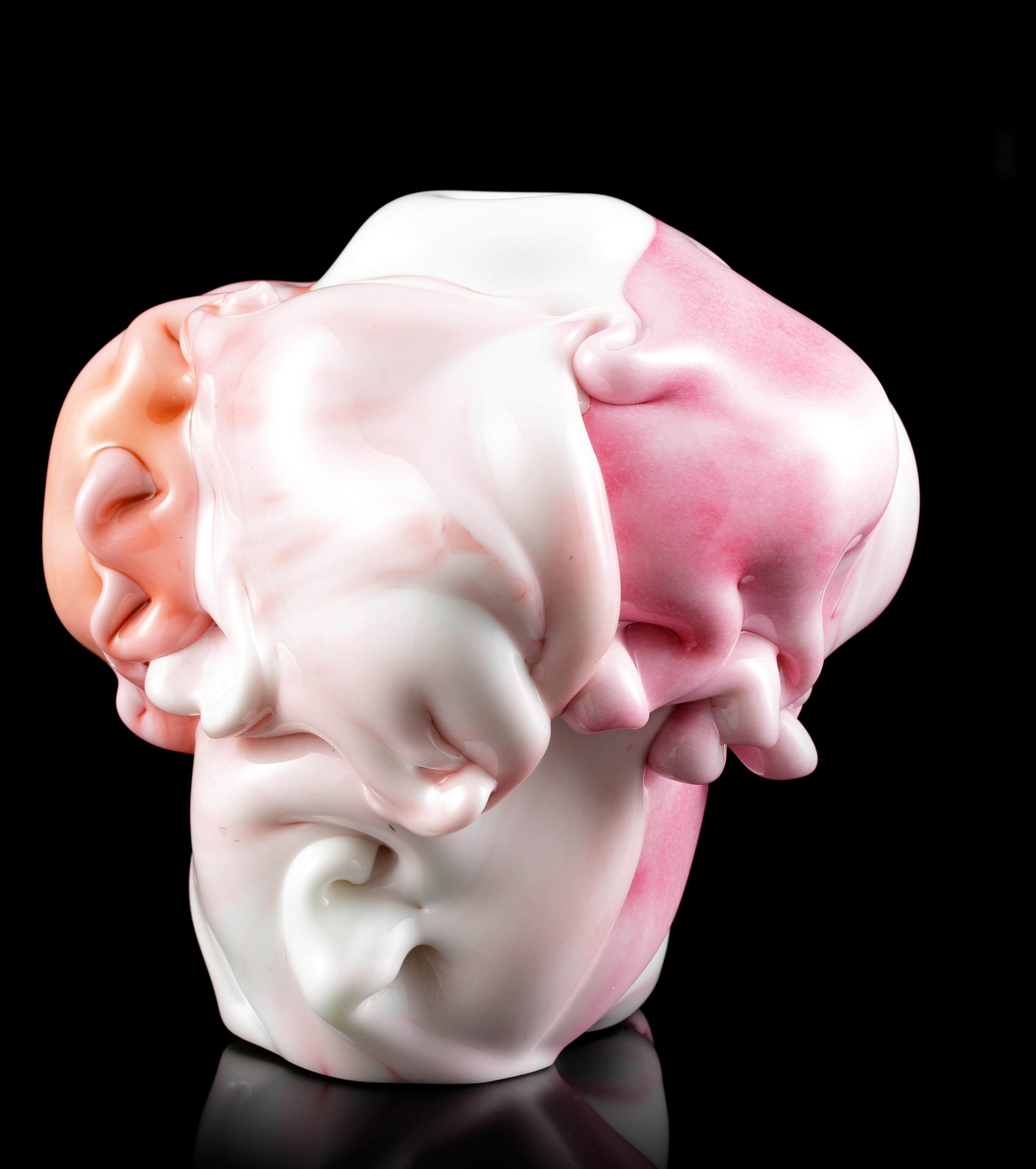
Rosa glasvas av Sundberg för Orrefors, 1998

Per B. Sundberg växte upp i Huddinge. Han utbildade sig på keramiklinjen på Capellagården i Vickleby på Öland 1983–1985. Åren 1985–1992 studerade han glas och keramik vid Konstfackskolan med avbrott 1988 för studier vid Pilchuck Glass School i delstaten Washington i USA.
Därefter etablerade sig Sundberg som glas- och keramikkonstnär. Först blåste han glas tillsammans med några studiekamrater på Fjäderholmarna vid inloppet till Stockholm. Åren 1994–2005 var Sundberg anställd vid Orrefors glasbruk. Hans glaskonst uppmärksammades även internationellt med inköp av Victoria & Albert Museum i London. Under tiden vid Orrefors tog Sundberg fram nya glastekniker. Fabula-tekniken baseras på graalglastekniken. På ett cylinderformat glasämne klistras värmetåliga dekaler. Glasämnet värms, klar glasmassa fångas upp på ämnet och blåses ut till önskad grundform. Med metallverktyg formas sedan föremålet. Motiven utgörs av flora och fauna samt kända personer. I litograal-tekniken är dekalerna utbytta mot svartvita förlagor från serietidningar, ofta av sexuell natur. Ibland gör Sundberg glasytan ogenomskinlig och slipar upp fönster in till motivet.

I samband med ägarbyte i glaskoncernen Orrefors Kosta Boda 2005 lämnade Sundberg Orrefors och var 2005–2011 professor vid Konstfack och institutionen för design, konsthantverk och konst, populärt kallat keramik- eller glasfacket. Parallellt med arbetet vid där har Sundberg arbetat i den egna ateljén. När verksamheten upphörde vid Gustavsbergsfabriken, flyttade ett antal fristående konstnärer, däribland Sundberg, in i lokalerna. Viktigt i hans konstnärliga process är att använda material som andra har lämnat: leror, glasyrer, dekaler och figuriner. Sundberg söker nya uttryck och testar materialens gränser. I ateljén har han utvecklat nya keramiska material, bland annat med leror och glasyrer från den gamla fabriken. Sundberg sätter samman figuriner, funna på loppmarknader, med egentillverkade fundament. Ett flertal bränningar med olika glasyrer följer. Glasyrerna blir på så vis en del av det skulpturala uttrycket. Skulpturerna kan även ha en funktion, till exempel som lampa, radio, ljusstake eller liknande. Sundbergs objekt har ofta en baksida, en sida där figurinerna inte agerar.
Sundberg skapar till största delen unika konstobjekt eller offentliga utsmyckningar. År 2004 uppmärksammades han med en separatutställning på Röhsska museet i Göteborg, kallad Greatest Hits 1983–2004. År 2005 mottog han det första Formstipendiet från Bildkonstnärsfonden. Sommaren 2011 ställdes hans keramik ut på en separatutställning på Gustavsbergs konsthall. I november 2014 fick Sundberg Sveriges Bildkonstnärsfonds Stora Stipendium. Han är representerad vid Nationalmuseum, Röhsska museet, Magasin III, Smålands museum, Musée des Art Décoratifs de Montréal i Kanada, Museo Nacional de Arte Decorativo i Buenos Aires i Argentina samt i Designmuseum Danmark i Köpenhamn.
Han är sambo med konstnären Cecilia Elde, som han även samarbetat med konstnärligt.

## Utställningar i urval
- 1988 Galleri De 20, Växjö

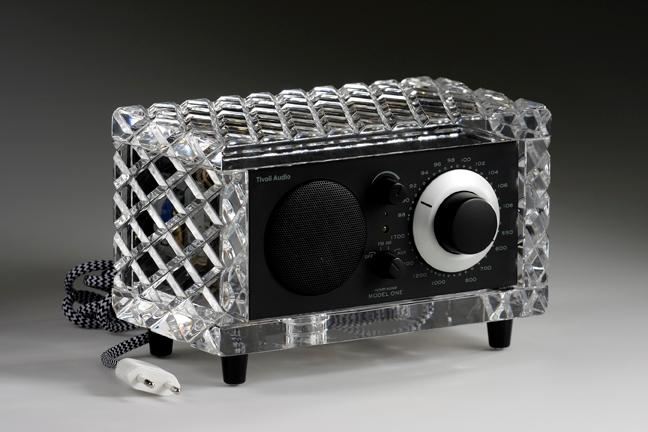
Kristallradio av Sundberg för Orrefors, 2004

- 1991 Galleri Doktor Glas, Stockholm
- 1996 Orrefors Museum
- 1997 Olle Olsson-huset, Hagalund, Solna
- 1997 Form Design Center, Malmö
- 1998 ”STARS” Galleri Inger Molin, Stockholm
- 2000 Galleri Kamras, Borgholm
- 2000 Stockholm New, New York
- 2003 Galleri Orrefors Kosta Boda, Stockholm
- 2004 “Beauty and the Beast”, Craft Council, London
- 2004 VIDA konsthall, Öland
- 2004 Glasdialogen, Smålands museum, Växjö
- 2004 ”Greatest Hits 1983–2004”, Röhsska museet, Göteborg
- 2005 ”Konceptdesign”, Nationalmuseum, Stockholm
- 2006–2011 Voices, Svenska Institutet vandringsutställning, Tyskland, Frankrike, Belgien och USA
- 2009 Hands on, Dunkers kulturhus, Helsingborg
- 2009 Sakernas tillstånd, Kulturhuset, Stockholm
- 2011 Per B. Sundberg, Gustavsbergs konsthall, Gustavsberg
- 2012 Per B. Sundberg, Bomuldsfabriken kunsthall, Arendal, Norge
- 2012 La galerie NeC nilsson et chiglien, Paris, Frankrike

## Offentliga verk
- 2003 Neonljuskronor, Familjebostäder, Hammarby Sjöstad, Stockholm
- 2005 Altartavla och ljuskronor, Ljusets kyrka, Hallunda, Stockholm
- 2006 ”Något som inte blev men någon flyttade in”, BUP Södersjukhuset, Stockholm. Samarbete med Cecilia Elde.
- 2006 Utförande av nytt riksvapen för Sveriges riksdag, Plenisalen, Stockholm. Samarbete med Ingegerd Råman
- 2006 Ljusinstallation, Akershus universitetssykehus, Lilleström, Norge.
- 2009 ”Måleri och keramisk skulptur i kommunikation”, Tussmötegården, Stureby, Stockholm. Samarbete med Cecilia Elde.
- 2010 ”Kristallträd”, Elinebo, Helsingborg